# La regina Cristina
La regina Cristina (Queen Christina o Christina) è un film del 1933 diretto da Rouben Mamoulian.

## Trama

Cristina (Greta Garbo)

Svezia, 1632. Il re Gustavo Adolfo, morto nella guerra dei trent'anni, lascia come unica erede al trono la piccola Cristina che viene incoronata a soli sei anni. Per la sua minore età, il potere sarà mantenuto da un Consiglio di reggenza, in capo al quale c'è il potente cancelliere Axel Oxenstierna che si occupa anche della sua educazione.
Ormai cresciuta, la regina vive una vita soffocante: promessa in sposa al cugino Carlo, da tempo ha abbandonato relazioni e incontri amorosi di qualsiasi genere per concentrarsi di più sugli studi (ospita scienziati e artisti a corte) e sugli affari di stato, affinché il suo regno prosperi felice e senza problemi. Le nozze con Carlo non possono più attendere, il popolo lo chiede e anche il suo consigliere Magnus insiste perché vengano celebrate al più presto. Essendo ancora molto giovane, Cristina tuttavia decide di abbandonare momentaneamente il suo protocollo di regole e di divertirsi per i borghi della Svezia. Travestita da paggio, monta a cavallo e corre fra i boschi.
In un'osteria incontra l'ambasciatore Antonio de la Prada, un delegato della Spagna che deve svolgere funzioni diplomatiche nei posti di quella zona. Cristina si intrattiene a lungo con lui discutendo dell'arte di Velázquez e dei drammi di Calderón de la Barca. Poiché nella locanda non vi sono altri posti, ai due viene assegnata la stessa camera. Don Antonio crede ancora che si tratti di un ragazzo, ma quando vanno a dormire scopre la verità e Cristina, avendone l'occasione, trasgredisce alle norme di comportamento e di contegno che una regina dovrebbe avere, finendo per passare una nottata idilliaca con lui.
Il giorno successivo, don Antonio scopre anche che la donna con cui ha passato la notte è la regina e fa per ritirarsi, ma Cristina gli confessa di essere innamorata di lui e lo prega di non partire. I consiglieri di Cristina temono che la regina sposi uno straniero e il bieco Magnus istiga una sommossa popolare, rendendo impossibile l'amore fra i due. Cristina può solo scegliere di abdicare e di lasciare il trono a Carlo. Antonio, sfidato a duello da Magnus, viene ferito a morte e Cristina accorre per tenerlo fra le braccia per l'ultima volta. Una nave l'attende: libera e orgogliosa, lascerà la Svezia per sempre.

## Produzione
Dopo l'enorme successo di Grand Hotel, il contratto della Metro-Goldwyn-Mayer con Greta Garbo stava per giungere a scadenza e la casa di produzione, malgrado i tempi ristretti, volle sfruttare il successo dell'attrice per un ultimo film (Come tu mi vuoi), un progetto che richiedeva tempi brevi di riprese. Ripartita per la Svezia, la Garbo tornò dopo otto mesi come "straniero con residenza permanente", dopo aver firmato per un compenso davvero regale per i tempi (250 000 dollari a film per i due prossimi film) e con concessioni mai accordate prima (l'attrice aveva diritto di scegliere regista e attori che avrebbero dovuto lavorare con lei).
Durante la sua vacanza in Svezia, la Garbo si appassionò alla lettura di una biografia di Salka Viertel sulla regina svedese del diciassettesimo secolo e decise di interpretare un film su di lei. Come regista scelse Edmund Goulding (ma poi accettò Mamoulian) e Ian Keith, Lewis Stone, Reginald Owen e Lawrence Olivier come attori principali. I primi tre ebbero la loro parte, mentre Olivier, che avrebbe dovuto impersonare l'ambasciatore spagnolo, fu rifiutato dalla diva dopo il fallimento delle riprese della prima sequenza (il famoso incontro nella locanda), nella quale sembra che fra i due attori non si fosse creato il feeling adatto per una scena di seduzione. L'attore fu prontamente sostituito da John Gilbert, un divo del muto ormai in piena decadenza e dedito all'alcool (morirà solo tre anni dopo). Gilbert aveva già interpretato tre film muti con la Garbo, ma con l'avvento del sonoro le sue quotazioni erano calate perché la sua voce era inadatta al parlato. La Garbo insisté per averlo ugualmente, ma la produzione gli destinò un compenso dieci volte inferiore rispetto a quello della protagonista.
Nonostante il lavoro di sette persone, la MGM assunse anche un esperto di storia svedese per rivedere ogni particolare della sceneggiatura e della produzione, ad evitare che la famiglia regnante potesse sentirsi offesa dalla descrizione che il film offriva dei propri antenati. Il consulente stese una relazione in cui in primo luogo contestava il modo di dipingere una regina come una donna capace di andare a letto con un uomo incontrato solo poche ore prima; inoltre contestava l'uso delle parrucche troppo corte per l'epoca, lo stile delle spade, i candelabri sui tavoli, l'inconcepibile presenza di mele, arance e uva fuori stagione e, non ultima, la pronuncia della Garbo stessa. Fortunatamente, Mamoulian e la troupe ignorarono completamente la relazione e il film, girato senza ripensamenti o modifiche dal 7 agosto al 25 ottobre 1933, fu presentato al pubblico all'inizio dell'anno successivo; è possibile che alcune scene aggiuntive fossero state girate a metà dicembre.
Greta Garbo ebbe come controfigura Audrey Scott.

## Distribuzione
Il copyright del film venne registrato dalla Metro-Goldwyn-Mayer Corp. il 23 gennaio 1934 con il numero LP4439.
Distribuito dalla Metro-Goldwyn-Mayer, il film fu presentato in prima a New York il 26 dicembre 1933. Uscì nelle sale statunitensi l'anno seguente, il 9 febbraio 1934. Nel Regno Unito fu distribuito pochi giorni dopo, il 16 febbraio.
In Italia fu presentato alla 2ª Mostra internazionale d'arte cinematografica di Venezia nell'agosto 1934.